# Eisenbahnunfall von Kroonstad
Der Eisenbahnunfall von Kroonstad war der Zusammenstoß eines Zuges mit einem Lastzug am 4. Januar 2018 bei Kroonstad, Südafrika. 19 Menschen starben.

## Ausgangslage
Der Zug der Shosholoza Meyl verkehrte zwischen Port Elizabeth und Johannesburg. Er war durch die Sommerferien stark besetzt. 713 Menschen hatten für die Fahrt gebucht, nach anderer Quelle sollen 429 Personen an Bord gewesen sein.

## Unfallhergang
Der Zug näherte sich einem Bahnübergang zwischen Hennenman und Kroonstad. Zur gleichen Zeit näherte sich dem Bahnübergang auch ein Lkw mit zwei Anhängern. Der Fahrer soll versucht haben, noch vor dem Zug den Bahnübergang zu queren, obwohl der Lokomotivführer das Signalhorn betätigte. Der Lkw-Fahrer schaffte die Querung des Übergangs aber nur mit der Hälfte des Lastzuges, bevor er von dem Zug getroffen wurde. Der Zusammenstoß geschah um 09:15 Uhr Ortszeit. Der Lkw wurde knapp 140 m mitgeschleift, bevor der Zug zum Stehen kam. Die Lokomotive und zwölf Wagen entgleisten, sieben Personenwagen gerieten anschließend in Brand. Das Feuer soll von dem ebenfalls entgleisten Generatorwagen des Zuges ausgegangen sein.
Dabei verbrannten Menschen, die in den Trümmern eingeschlossen waren. Während die Wagen entgleisten, sollen sie ein weiteres Auto beschädigt haben.

## Folgen
19 Menschen starben, 254 wurden darüber hinaus verletzt. Der Lastwagenfahrer und sein Beifahrer überstanden den Unfall leicht verletzt und wurden in ein Krankenhaus eingeliefert.
Die Rettungsmaßnahmen wurden gegen 20:50 Uhr bei einbrechender Dunkelheit abgebrochen. Ein Hilfszug aus Mahikeng wurde innerhalb von 36 Stunden erwartet, um die Unfallstelle zu räumen und die Bahnstrecke wieder befahrbar zu machen.
Die Untersuchung von Eisenbahnunfällen liegt in Südafrika beim Railway Safety Regulator, der eine entsprechende Untersuchung eingeleitet hat.
Die Polizei ermittelt wegen fahrlässiger Tötung (culpable homicide).